# Baba en Mai (Calcutta)
Baba en Mai, ook wel Mai Baap, is een monument in Calcutta, India. Het werd op 7 oktober 2015 onthuld door de Indiase minister van Buitenlandse Zaken Sushma Swaraj, in het deel van de wijk Garden Reach dat bekend staat als Surinaam Ghat.
Op 25 november 2017 werd hier op initiatief van de Stichting Hindostaanse Immigratie (SHI) uit Suriname nog een plaquette onthuld. Aanwezigen bij die plechtigheid waren de Indiase minister van Buitenlandse Zaken, Mobasher Jawed Akbar, en de ambassadeurs in India van Suriname, Aashna Kanhai, en Nederland, Alphonsus Stoelinga. SHI initieerde ook monumenten van Baba en Mai in Paramaribo (1994), in Nieuw-Nickerie (2017), in Nieuw-Amsterdam (2019) en in Groningen (2023).
Het monument in Surinaam Ghat is gemaakt van aluminium en beeldt een Indiaas paar uit met een kleine zak (potli) die arbeiders bij zich hebben als ze voor werk naar de andere kant van de wereld gaan.